# Giuseppe Schirò (Bischof, 1690)
Giuseppe Schirò OSBM, albanisch Zef Skiro, (* 1690 in Piana dei Greci, heute Piana degli Albanesi; † 3. Dezember 1769 in Himara) war ein italienischer Erzbischof albanischer Abstammung des byzantinischen Ritus.

## Leben
Giuseppe Schirò wuchs in einem von Arbëreshë bewohnten Dorf in Sizilien auf. 1707 trat er in den Basilianerorden in Mezzojuso ein und studierte Latein, Griechisch, Theologie und Philosophie am Päpstlichen Griechischen Kolleg vom Hl. Athanasius in Rom. Danach war er Noviziatsoberer in Grottaferrata. In den Jahren 1716–1728 leitete er die basilianische Mission in der Region Himara, deren Ziel es war, einheimische orthodoxe Christen für die katholische Kirche zu gewinnen.
Daneben war er als Schriftsteller in Griechisch und Arbëresh, einer Variante des Albanischen, die in Italien gesprochen wird, tätig.
Am 22. März 1736 ernannte ihn Papst Clemens XII. zum Erzbischof von Durrës des griechisch-katholischen Ritus. Am 15. April 1736 empfing er in der Kirche Sant’Atanasio dei Greci die Bischofsweihe durch den italienisch-albanischen Bischof Basilio Matranga OSBM. Mitkonsekratoren waren Luigi Guarchi, Bischof von Santorini, und Balthasar Maria Remondini, Bischof von Kefalonia e Zante.
Giuseppe Schirò wurde als Apostolischer Vikar in einer Mission nach Himara im Süden Albaniens geschickt, um dort eine erste Schule in Albanien zu bauen und damit eine albanische Erneuerung einzuleiten. Trotz des Widerstands des Osmanischen Reiches gab die von Onufër Konstandini und Giuseppe Schirò gegründete Schule einen ersten Impuls für eine Unabhängigkeitsvision und unternahm eine Erneuerung der albanischen Nationalkultur.